# Interferència catastròfica
La interferència catastròfica, també coneguda com a oblit catastròfic, és la tendència d'una xarxa neuronal artificial a oblidar bruscament i dràsticament la informació apresa prèviament en aprendre informació nova. Les xarxes neuronals són una part important de l'enfocament de la xarxa i de l'enfocament conexionista de la ciència cognitiva. Amb aquestes xarxes, les capacitats humanes com la memòria i l'aprenentatge es poden modelar mitjançant simulacions per ordinador.
La interferència catastròfica és un tema important a tenir en compte a l'hora de crear models de memòria connexionistes. Va tenir originalment l'atenció de la comunitat científica per la investigació de McCloskey i Cohen (1989), i Ratcliff (1990). És una manifestació radical del dilema "sensibilitat-estabilitat" o del dilema "estabilitat-plasticitat". Concretament, aquests problemes es refereixen al repte de fer una xarxa neuronal artificial que sigui sensible a la nova informació, però no interrompuda per aquesta.
Les taules de cerca i les xarxes conexionistes es troben als costats oposats de l'espectre de plasticitat d'estabilitat. El primer es manté completament estable en presència de nova informació, però no té la capacitat de generalitzar, és a dir, inferir principis generals, a partir de nous inputs. D'altra banda, les xarxes connectistes com la xarxa de retropropagació estàndard es poden generalitzar a entrades no vistes, però són molt sensibles a la nova informació. Els models de retropropagació es poden analogitzar amb la memòria humana en la mesura que reflecteixen la capacitat humana de generalitzar però aquestes xarxes sovint presenten menys estabilitat que la memòria humana. En particular, aquestes xarxes de retropropagació són susceptibles a interferències catastròfiques. Aquest és un problema quan es modela la memòria humana, perquè a diferència d'aquestes xarxes, els humans normalment no mostren un oblit catastròfic.